# Klimat Malty
Malta znajduje się w strefie klimatu subtropikalnego typu śródziemnomorskiego, z bardzo łagodnymi zimami i długimi ciepłymi, częściowo gorącymi latami. Średnia roczna temperatura wynosi 23 °C w dzień i 16 °C w nocy. Według rankingu International Living’s 2011 Quality of Life Best Climate Index, Malta jest państwem z najlepszym klimatem na świecie. Valletta, stolica Malty jest najbardziej słoneczną miejscowością w Europie. Ze względu, że Malta to de facto państwo-miasto, ma dość jednolity klimat na całym swoim obszarze. Główną stacją meteorologiczną zbierającą dane z całego obszaru jest stacja nadzorowana przez Malta Airport Met Office znajdująca się przy międzynarodowym porcie lotniczym Malta. Numer stacji to 16597. Stacja ta jest oficjalną stacją meteorologiczną, akredytowaną przez Światową Organizację Meteorologiczną, posiada również certyfikat ISO 9001:2008.

## Temperatura

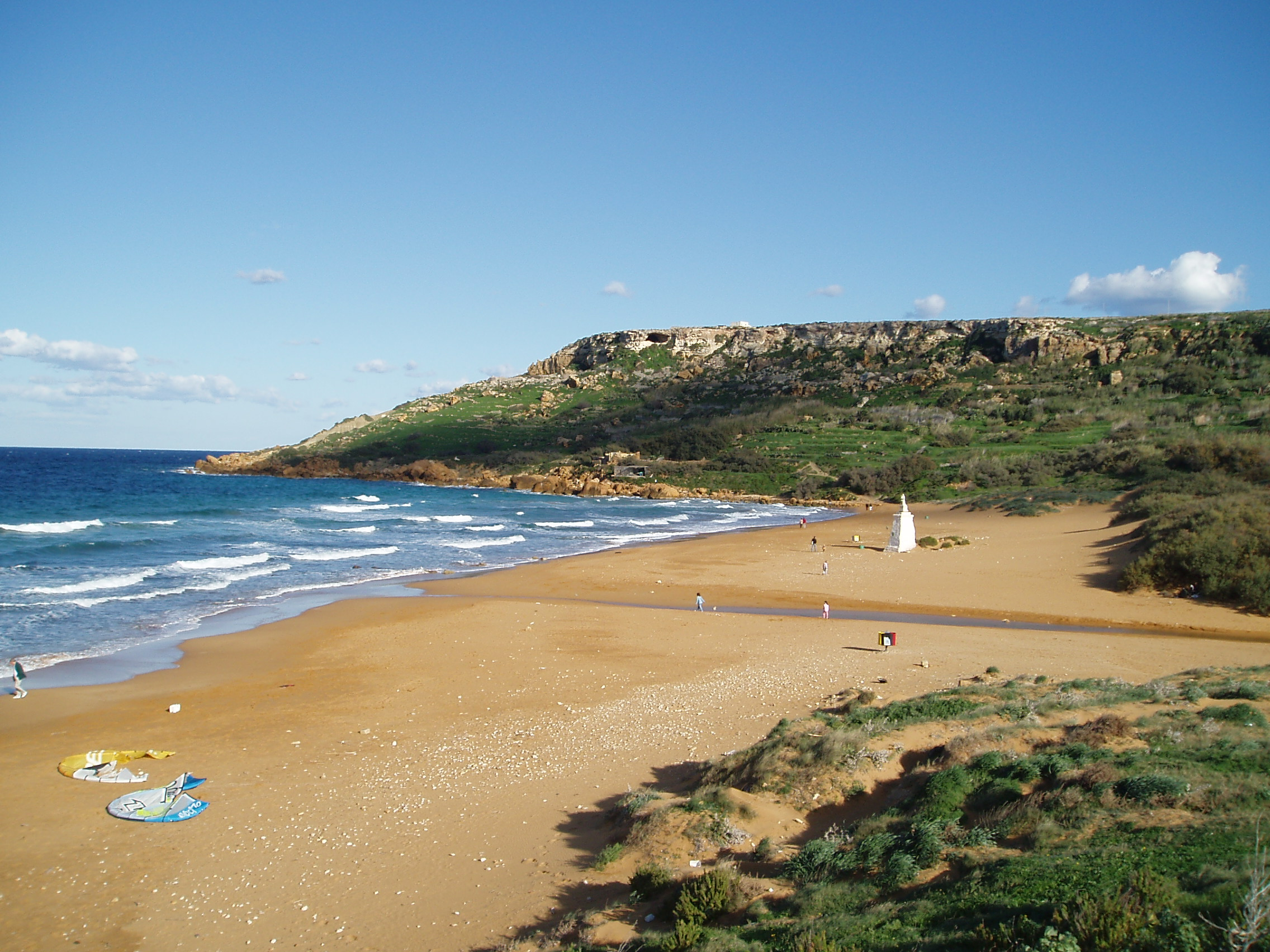
Zimy na Malcie są łagodne, ze średnią temperaturą wynoszącą 16 °C w ciągu dnia w dwóch najchłodniejszych miesiącach roku.

Średnia temperatura dwóch najchłodniejszych miesięcy roku – stycznia i lutego wynosi 16 °C w dzień i 10 °C w nocy. W tych miesiącach temperatury wynoszą zwykle od 13 do 20 °C w ciągu dnia, od 7 do 13 °C w nocy, a średnia temperatura morza wynosi 15–16 °C. Standardowy sezon letni trwa pół roku, od maja do października, jednakże także w drugiej połowie kwietnia i listopadzie średnia temperatura rzadko spada poniżej 20 °C w ciągu dnia i 13 °C w nocy. W najcieplejszym miesiącu roku – sierpniu, temperatury wynoszą zwykle od 28 do 34 °C w ciągu dnia, około 23 °C w nocy, a średnia temperatura morza wynosi 26 °C. Temperatury równe lub wyższe niż 25 °C występują przez 146 dni rocznie, równe lub wyższe niż 30 °C występują przez 68 dni rocznie, standardowo w lipcu i sierpniu, od czasu do czasu również w czerwcu i wrześniu. Dwa miesiące – marzec i grudzień mają charakter przejściowy, ze średnią temperaturą 17–18 °C w ciągu dnia i 11–12 °C podczas nocy. Na Malcie temperatury są stabilne i występują tu małe wahania temperatury, zarówno pomiędzy kolejnymi dniami (średnio do 2 °C różnicy, rzadko więcej), jak również pomiędzy dniem a nocą – średnia różnica wynosi około 6 °C w najchłodniejszych miesiącach do około 9 °C w najcieplejszych miesiącach. Najniższymi zanotowanymi temperaturami na Malcie są: 2,6 °C w Balzan (luty) oraz 1,4 °C w Luqa w nocy w styczniu 1981 roku. Natomiast najwyższymi zanotowanymi temperaturami są: 43,1 °C w Balzan (lipiec) oraz 43,8 °C w Luqa w sierpniu 1999 roku.
| Miesiąc                                             | Sty  | Lut  | Mar  | Kwi  | Maj  | Cze  | Lip  | Sie  | Wrz  | Paź  | Lis  | Gru  | Roczna |
| --------------------------------------------------- | ---- | ---- | ---- | ---- | ---- | ---- | ---- | ---- | ---- | ---- | ---- | ---- | ------ |
| Średnie temperatury w dzień [°C]                    | 16,1 | 16,0 | 17,8 | 20,0 | 24,2 | 28,5 | 31,5 | 31,8 | 28,4 | 25,2 | 21,0 | 17,5 | 23,2   |
| Średnie dobowe temperatury [°C]                     | 13,2 | 13,0 | 14,6 | 16,7 | 20,4 | 24,4 | 27,2 | 27,7 | 25,0 | 21,9 | 18,0 | 14,7 | 19,7   |
| Średnie temperatury w nocy [°C]                     | 10,3 | 9,9  | 11,3 | 13,3 | 16,6 | 20,3 | 22,8 | 23,6 | 21,6 | 18,6 | 15,0 | 11,9 | 16,3   |
| Źródło: maltaweather.com (Meteo Malta & MaltaMedia) |      |      |      |      |      |      |      |      |      |      |      |      |        |

|                              | Sty | Lut | Mar | Kwi | Maj  | Cze  | Lip  | Sie  | Wrz  | Paź  | Lis | Gru | Rocznie |
| Temperatury 0 °C lub niższe  | 0,0 | 0,0 | 0,0 | 0,0 | 0,0  | 0,0  | 0,0  | 0,0  | 0,0  | 0,0  | 0,0 | 0,0 | 0,0     |
| Temperatury 25 °C lub wyższe | 0,0 | 0,0 | 0,2 | 1,2 | 11,6 | 26,7 | 31,0 | 31,0 | 28,3 | 15,8 | 1,1 | 0,0 | 146,3   |
| Temperatury 30 °C lub wyższe | 0,0 | 0,0 | 0,0 | 0,0 | 1,3  | 10,0 | 23,4 | 25,4 | 7,6  | 0,8  | 0,0 | 0,0 | 68,2    |

## Opady
Malta ma około 600 mm opadów rocznie oraz 90 dni deszczowych rocznie przy opadach ≥0,1 mm, 61 dni deszczowe rocznie przy opadach ≥1 mm. Opady wahają się średnio od 1 dnia w okresie czerwiec-sierpień do czasami kilkunastu dni deszczowych w grudniu.

## Burze
Burze z piorunami są wytwarzane przez chmury cumulonimbus. Są zwykle krótkotrwałe, ale mogą wytwarzać silne podmuchy wiatru i duże opady deszczu, sporadycznie może towarzyszyć gradobicie. Najwięcej burz można się spodziewać w październiku, najmniej w lipcu. W październiku chłodniejsze powietrze migruje do basenu Morza Śródziemnego, styka się z ciepłymi wodami morza i staje się źródłem niestabilności pogody, tworząc burze i intensywne opady atmosferyczne.
Na podstawie danych z lat 1951–2010, ilość burz wahała się od 14 w 1968 roku do maksymalnie 43 w 1986 roku.

## Wiatr

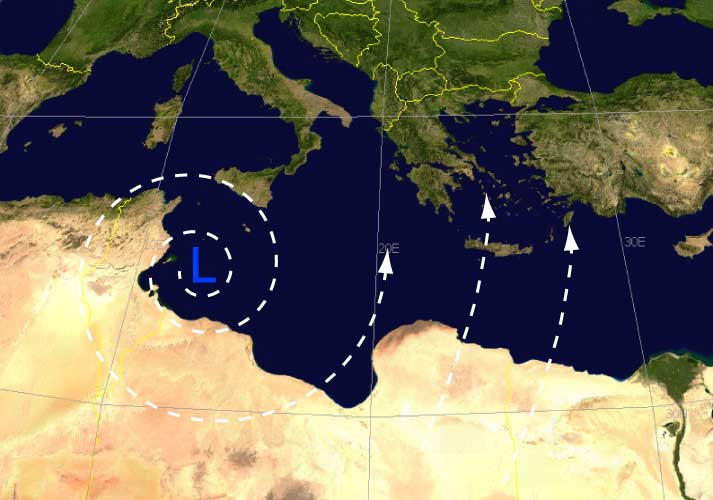
Wiatr sirocco wiejący w chłodniejszych miesiącach z Afryki w kierunku Europy Południowej.

Wiatry na Malcie są umiarkowane. W miesiącach zimowo-wiosennych może zdarzyć się silniejszy wiatr – mistral, który wieje z północno-zachodniej Europy (głównie Francji) oraz w rzadkich przypadkach, wiatr gregale wiejący z północnego wschodu przynosząc chłodniejsze powietrze z Bałkanów. Sporadycznie w tych miesiącach występuje tu również wiatr sirocco, który wieje od Sahary, przynosząc piach, wyższą wilgotność i wyższe temperatury.
Najczęstszym kierunkiem wiatrów to wiatr północno-zachodni obejmujący 20,7% wiatrów wiejących na Malcie. Wiatr wiejący z zachodu/południowego zachodu mieści się w 8,9%, wiatr południowy/południowo-zachodni – 7,8%, wiatr wiejący z północy/północnego zachodu – 7,4%. Typowy północny wiatr stanowi około 3% całkowitej liczby dni.
Na podstawie danych z okresu 1961–1990, średnia roczna prędkość wiatru wynosi 8,8 węzła (16,3 km/h). Największa prędkość wiatru występuje w okresie od stycznia do kwietnia, najniższa prędkość od lipca do października. Największą prędkość wiatru zanotowano 11 października 1982 roku – 72 węzły (133 km/h). Średnia prędkość wiatrów na Malcie waha się od 12 km/h w lipcu do 19 km/h w lutym. Według współczesnej skali Beauforta wydanej przez Światową Organizację Meteorologiczną, maltańskie wiatry mieszczą się w III stopniu skali Beauforta i są określone jako „łagodny wiatr”.
| Przybliżony procent wiejącego wiatru w stosunku od kierunku, na podstawie danych world-weather.ru |
| ------------------------------------------------------------------------------------------------- |
| 8,6% 10,2% 9,4% 12,5% 13,4% 20,9% 16,4%                                                           |

| Sty  | Lut  | Mar  | Kwi  | Maj  | Cze  | Lip  | Sie  | Wrz  | Paź  | Lis  | Gru  | Rok  | Jednostka miary |
| ---- | ---- | ---- | ---- | ---- | ---- | ---- | ---- | ---- | ---- | ---- | ---- | ---- | --------------- |
| 18,7 | 19,0 | 18,7 | 19,0 | 16,9 | 15,1 | 13,3 | 12,6 | 13,3 | 14,0 | 16,2 | 18,0 | 16,2 | w km/h          |
| 5,2  | 5,3  | 5,2  | 5,3  | 4,7  | 4,2  | 3,7  | 3,5  | 3,7  | 3,9  | 4,5  | 5,0  | 4,5  | w m/s           |
| 10,1 | 10,3 | 10,1 | 10,3 | 9,1  | 8,2  | 7,2  | 6,8  | 7,2  | 7,6  | 8,7  | 9,7  | 8,6  | w węzłach       |

## Ciśnienie atmosferyczne
Roczne średnie ciśnienie atmosferyczne w archipelagu maltańskim na poziomie morza wynosi 1016,5 hPa i waha się od 1014,3 hPa do 1018,2 hPa. Najwyższe ciśnienie notuje się w styczniu.
| Sty    | Lut    | Mar    | Kwi    | Maj    | Cze    | Lip    | Sie    | Wrz    | Paź    | Lis    | Gru    |
| ------ | ------ | ------ | ------ | ------ | ------ | ------ | ------ | ------ | ------ | ------ | ------ |
| 1018,2 | 1016,6 | 1016,1 | 1014,3 | 1015,3 | 1015,8 | 1015,7 | 1015,4 | 1017,4 | 1017,6 | 1017,9 | 1017,3 |

## Wilgotność
Wilgotność powietrza ma najniższą wartość procentową w najcieplejszych miesiącach, natomiast najwyższa wilgotność panuje miesiącach najchłodniejszych.
| Sty | Lut | Mar | Kwi | Maj | Cze | Lip | Sie | Wrz | Paź | Lis | Gru | Rok |
| --- | --- | --- | --- | --- | --- | --- | --- | --- | --- | --- | --- | --- |
| 79  | 79  | 79  | 77  | 74  | 71  | 69  | 73  | 77  | 78  | 77  | 79  | 76  |

## Mgła
W okresie 1961–1990, zaobserwowano średnio 9,2 dnia z mgłą rocznie. W marcu zanotowano najwyższą średnią: 1,4 dnia, lipiec miał najniższą średnią: 0,3 dnia. Jeśli chodzi o skrajne warunki klimatyczne, w 1982 roku zanotowano tylko 4 dni z mgłą, natomiast w 1967 roku zanotowano 17 takich dni.

## Światło dzienne
Malta cieszy się jednym z najbardziej zbliżonych do optimum poziomów usłonecznienia w Europie. Dni w zimie nie są tak krótkie jak w północnej połowie Europy, średnia długość dnia od wschodu do zachodu słońca w okresie od grudnia do lutego wynosi 10,3 godziny (dla porównania Warszawa czy Londyn – około 8 godzin).
|                | Sty | Lut | Mar | Kwi | Maj | Cze | Lip | Sie | Wrz | Paź | Lis | Gru |
| -------------- | --- | --- | --- | --- | --- | --- | --- | --- | --- | --- | --- | --- |
| Dzień          | 10  | 11  | 12  | 13  | 14  | 15  | 14  | 13  | 12  | 11  | 10  | 10  |
| Zmierzch / noc | 14  | 13  | 12  | 11  | 10  | 9   | 10  | 11  | 12  | 13  | 14  | 14  |

## Usłonecznienie

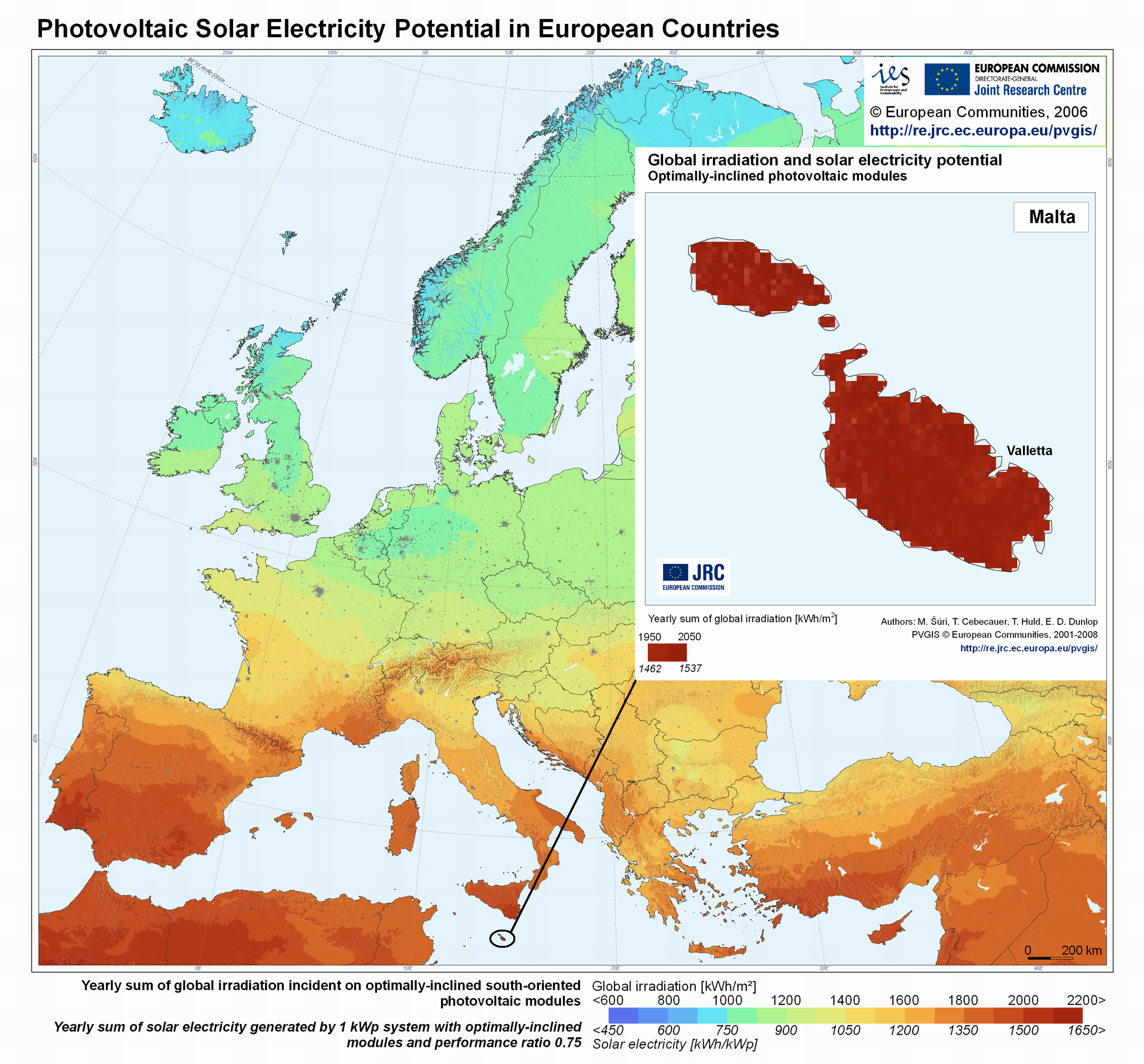
Energia słońca na Malcie w kWh/m²

Państwo-miasto ma około 3000 godzin czystej słonecznej pogody rocznie, od ponad 160 h (średnio 5,2 godziny dziennie, prawie 5 razy więcej niż w Polsce) w grudniu do ponad 377 h (średnio 12,2 godziny czystego słońca na dobę, 1/3 więcej niż w Polsce) w lipcu. Prawdopodobieństwo bezchmurnej słonecznej pogody na Malcie wynosi 71%, natomiast prawdopodobieństwo zachmurzenia wynosi 29% w skali roku (w Polsce: 38% dla bezchmurnej pogody, 62% dla zachmurzenia). Liczba waha się od 55% słonecznej pogody i 45% zachmurzenia w grudniu do 88% słonecznej pogody i 12% zachmurzenia w sierpniu. Na Malcie występuje około 300 dni słonecznych rocznie. Valletta, stolica Malty jest najbardziej słoneczną miejscowością w Europie. W tabelach przedstawiono dane dla Malty i Polski w celu orientacyjnym:
|        | Sty | Lut | Mar | Kwi | Maj | Cze | Lip | Sie | Wrz | Paź | Lis | Gru | Rok  |
| ------ | --- | --- | --- | --- | --- | --- | --- | --- | --- | --- | --- | --- | ---- |
| Polska | 31  | 58  | 124 | 150 | 217 | 240 | 248 | 217 | 150 | 93  | 60  | 31  | 1619 |
| Malta  | 169 | 178 | 227 | 254 | 310 | 337 | 377 | 352 | 270 | 224 | 195 | 161 | 3054 |

|        | Sty | Lut | Mar | Kwi | Maj | Cze | Lip | Sie | Wrz | Paź | Lis | Gru | Rok |
| ------ | --- | --- | --- | --- | --- | --- | --- | --- | --- | --- | --- | --- | --- |
| Polska | 21  | 20  | 32  | 39  | 53  | 50  | 44  | 48  | 43  | 37  | 19  | 17  | 38% |
| Malta  | 58  | 62  | 64  | 67  | 72  | 81  | 87  | 88  | 77  | 65  | 62  | 55  | 71% |

|        | Sty | Lut | Mar | Kwi | Maj | Cze | Lip | Sie | Wrz | Paź | Lis | Gru | Rok |
| ------ | --- | --- | --- | --- | --- | --- | --- | --- | --- | --- | --- | --- | --- |
| Polska | 1   | 1   | 2   | 4   | 5   | 6   | 6   | 5   | 4   | 2   | 1   | 0   | 3   |
| Malta  | 2   | 4   | 5   | 7   | 9   | 10  | 10  | 9   | 7   | 5   | 3   | 2   | 6   |

|        | Sty  | Lut  | Mar  | Kwi  | Maj  | Cze  | Lip  | Sie  | Wrz  | Paź  | Lis  | Gru  | Rok   |
| ------ | ---- | ---- | ---- | ---- | ---- | ---- | ---- | ---- | ---- | ---- | ---- | ---- | ----- |
| Polska | 18,0 | 27,3 | 38,1 | 49,8 | 58,1 | 61,3 | 58,3 | 49,9 | 38,5 | 27,0 | 17,9 | 14,5 | 38,2° |
| Malta  | 34,2 | 43,6 | 54,4 | 66,1 | 74,4 | 77,6 | 74,5 | 66,2 | 54,8 | 43,3 | 34,1 | 30,7 | 54,5° |

## Temperatura morza
Średnia roczna temperatura morza wynosi 20 °C i waha się od 15–16 °C w okresie styczeń-kwiecień do 26 °C w sierpniu. W półrocznym okresie od czerwca do listopada, średnia temperatura morza przekracza 20 °C. W tabeli przedstawiono miesięczne temperatury morza w porównaniu z Sopotem, polskim miastem nad Morzem Bałtyckim (w celu orientacyjnym).
|        | Sty  | Lut  | Mar  | Kwi  | Maj  | Cze  | Lip  | Sie  | Wrz  | Paź  | Lis  | Gru  | Rok | Źródło             |
| Polska | 3,3  | 2,8  | 2,4  | 4,8  | 10,1 | 15,1 | 18,5 | 19,2 | 17,4 | 13,3 | 9,7  | 6,1  | 10  | seatemperature.org |
| Malta  | 16,1 | 15,4 | 15,4 | 16,3 | 18,7 | 22,6 | 25,5 | 26,1 | 25,5 | 23,4 | 21,2 | 18,1 | 20  | seatemperature.org |
| Malta  | 15,4 | 15,0 | 15,0 | 15,9 | 17,5 | 21,1 | 24,1 | 25,8 | 25,2 | 23,2 | 20,6 | 17,4 | 20  | MaltaWeather       |
| Malta  | 16   | 16   | 15   | 16   | 18   | 21   | 24   | 26   | 25   | 23   | 21   | 18   | 20  | weather2travel.com |

|       | Sty  | Lut  | Mar  | Kwi  | Maj  | Cze  | Lip  | Sie  | Wrz  | Paź  | Lis  | Gru  | Rok  |
| Noc   | 14,8 | 14,5 | 14,1 | 14,6 | 16,1 | 19,7 | 23,9 | 24,3 | 24,3 | 21,8 | 19,1 | 16,4 | 18,6 |
| Dzień | 17,4 | 16,4 | 16,7 | 18,0 | 21,4 | 25,6 | 27,2 | 27,9 | 27,0 | 25,0 | 23,4 | 19,9 | 22,2 |

## Ogólne dane
| Miesiąc                                             | Sty  | Lut  | Mar  | Kwi  | Maj  | Cze  | Lip  | Sie  | Wrz  | Paź  | Lis  | Gru  | Roczna |
| --------------------------------------------------- | ---- | ---- | ---- | ---- | ---- | ---- | ---- | ---- | ---- | ---- | ---- | ---- | ------ |
| Rekordy maksymalnej temperatury [°C]                | 22,2 | 24,1 | 33,5 | 31,7 | 37,3 | 40,1 | 43,1 | 43,0 | 39,2 | 33,5 | 28,9 | 24,9 | 43,1   |
| Średnie temperatury w dzień [°C]                    | 16,1 | 16,0 | 17,8 | 20,0 | 24,2 | 28,5 | 31,5 | 31,8 | 28,4 | 25,2 | 21,0 | 17,5 | 23,2   |
| Średnie dobowe temperatury [°C]                     | 13,2 | 13,0 | 14,6 | 16,7 | 20,4 | 24,4 | 27,2 | 27,7 | 25,0 | 21,9 | 18,0 | 14,7 | 19,7   |
| Średnie temperatury w nocy [°C]                     | 10,3 | 9,9  | 11,3 | 13,3 | 16,6 | 20,3 | 22,8 | 23,6 | 21,6 | 18,6 | 15,0 | 11,9 | 16,3   |
| Rekordy minimalnej temperatury [°C]                 | 3,9  | 2,6  | 4,8  | 6,5  | 10,5 | 14,8 | 17,4 | 18,0 | 15,4 | 11,3 | 5,7  | 3,8  | 2,6    |
| Opady [mm]                                          | 94,7 | 63,4 | 37,0 | 26,3 | 9,2  | 5,4  | 0,2  | 6,0  | 67,4 | 77,2 | 109  | 108  | 603    |
| Średnia liczba dni z opadami                        | 15   | 12   | 9    | 6    | 3    | 1    | 0    | 1    | 5    | 9    | 13   | 16   | 90     |
| Średnie usłonecznienie [h]                          | 169  | 178  | 227  | 254  | 310  | 337  | 377  | 352  | 270  | 224  | 198  | 161  | 3054   |
| Źródło: maltaweather.com (Meteo Malta & MaltaMedia) |      |      |      |      |      |      |      |      |      |      |      |      |        |

| Miesiąc | Sty  | Lut  | Mar  | Kwi  | Maj  | Cze  | Lip  | Sie  | Wrz  | Paź  | Lis  | Gru  | Roczna |
| --- | ---- | ---- | ---- | ---- | ---- | ---- | ---- | ---- | ---- | ---- | ---- | ---- | ------ |
| Średnie temperatury w dzień [°C]                                                                                    | 15,2 | 15,5 | 16,7 | 19,1 | 23,3 | 27,5 | 30,7 | 30,7 | 28,0 | 24,2 | 20,1 | 16,7 | 22,3   |
| Średnie dobowe temperatury [°C]                                                                                     | 12,2 | 12,4 | 13,4 | 15,5 | 19,1 | 23,3 | 25,9 | 26,3 | 24,1 | 20,7 | 17,0 | 13,8 | 18,6   |
| Średnie temperatury w nocy [°C]                                                                                     | 9,2  | 9,3  | 10,1 | 11,9 | 14,9 | 18,4 | 21,0 | 21,8 | 20,1 | 17,1 | 13,9 | 11,0 | 14,9   |
| Opady [mm] | 89,0 | 61,3 | 40,9 | 22,5 | 6,6  | 3,2  | 0,4  | 7,0  | 40,4 | 89,7 | 80,0 | 112  | 553    |
| Średnia liczba dni z opadami                                                                                        | 13,7 | 10,9 | 8,9  | 6,4  | 2,8  | 1,1  | 0,4  | 1,0  | 3,9  | 10,2 | 10,6 | 14,2 | 84,1   |
| Wilgotność [%] | 79   | 79   | 79   | 77   | 74   | 71   | 69   | 73   | 77   | 78   | 77   | 79   | 76     |
| Średnie usłonecznienie [h]                                                                                          | 159  | 171  | 224  | 247  | 300  | 328  | 365  | 338  | 260  | 221  | 185  | 156  | 2954   |
| Źródło: National Statistics Office / Malta Airport Met Office, WMO, NOAA (liczba dni z opadami dla wartości 0,1 mm) |      |      |      |      |      |      |      |      |      |      |      |      |        |

| Miesiąc                                                             | Sty  | Lut  | Mar  | Kwi  | Maj  | Cze  | Lip  | Sie  | Wrz  | Paź  | Lis  | Gru  | Roczna |
| ------------------------------------------------------------------- | ---- | ---- | ---- | ---- | ---- | ---- | ---- | ---- | ---- | ---- | ---- | ---- | ------ |
| Średnie temperatury w dzień [°C]                                    | 15,6 | 15,6 | 17,3 | 19,8 | 24,1 | 28,6 | 31,5 | 31,8 | 28,5 | 25,0 | 20,7 | 17,1 | 23,0   |
| Średnie dobowe temperatury [°C]                                     | 12,8 | 12,5 | 13,9 | 16,1 | 19,8 | 23,9 | 26,6 | 27,2 | 24,7 | 21,5 | 17,7 | 14,4 | 19,3   |
| Średnie temperatury w nocy [°C]                                     | 9,9  | 9,4  | 10,6 | 12,4 | 15,5 | 19,1 | 21,7 | 22,6 | 20,8 | 18,1 | 14,6 | 11,6 | 15,5   |
| Opady [mm]                                                          | 98,5 | 60,1 | 44,2 | 20,7 | 16,0 | 4,6  | 0,3  | 12,8 | 58,6 | 82,9 | 92,3 | 109  | 596    |
| Średnia liczba dni z opadami                                        | 10,0 | 7,4  | 5,2  | 3,7  | 1,3  | 0,6  | 0,1  | 0,5  | 3,9  | 6,3  | 8,6  | 10,4 | 57,6   |
| Źródło: Météo climat stats (liczba dni z opadami dla wartości 1 mm) |      |      |      |      |      |      |      |      |      |      |      |      |        |

| Miesiąc                                      | Sty   | Lut   | Mar   | Kwi   | Maj   | Cze   | Lip   | Sie   | Wrz   | Paź   | Lis   | Gru   | Roczna |
| -------------------------------------------- | ----- | ----- | ----- | ----- | ----- | ----- | ----- | ----- | ----- | ----- | ----- | ----- | ------ |
| Średnie temperatury w dzień [°C]             | 15,79 | 15,81 | 17,73 | 20,43 | 23,96 | 28,29 | 30,99 | 31,57 | 28,62 | 25,26 | 20,98 | 17,18 | 23,05  |
| Średnie dobowe temperatury [°C]              | 12,83 | 12,68 | 14,41 | 16,88 | 20,14 | 24,18 | 26,90 | 27,60 | 25,18 | 22,10 | 18,06 | 14,40 | 19,61  |
| Średnie temperatury w nocy [°C]              | 9,92  | 9,60  | 11,15 | 13,37 | 16,39 | 20,14 | 22,85 | 23,68 | 21,79 | 18,98 | 15,19 | 11,67 | 16,23  |
| Opady [mm]                                   | 64,93 | 51,82 | 36,67 | 21,76 | 11,18 | 0,66  | 0,00  | 5,50  | 31,11 | 59,17 | 62,41 | 69,07 | 414,28 |
| Źródło: climateknowledgeportal.worldbank.org |       |       |       |       |       |       |       |       |       |       |       |       |        |